# 龍渓院
龍渓院（りゅうけいいん）は、愛知県岡崎市桑原町にある曹洞宗の寺院。

## 概要
1444年（文安元年）、豪族の土井九郎左衛門が開基となり、山林約60ヘクタール、田畑約1ヘクタールを寄進して伽藍を建立して、茂林（もりん）芝繁禅師をたのんで開山した。本寺は静岡県森町の大洞院。
1544年（天文13年）に火災で焼失。1550年（天文19年）、松平広忠によって本堂が再興された。1602年（慶長7年）、徳川家康より朱印地20石を拝領する。
1687年（貞享4年）、江南和尚の寄進によって経堂が建てられた。1691年（元禄4年）、山門が建立された。
末寺には徳川譜代大名の香華所となった寺院が多く、この地域の禅宗信仰の中心となった。明治時代から独住制となった。
参道左手には樹齢200年を越す杉の大木が20m程の高さにそびえている。右手の崖には苔むした十六羅漢が立ち並ぶ。龍渓院は池を埋めたてたところに建てられたために、苔が必要とする湿気が十分に得られ、境内一面に苔が生えている。それゆえ「岡崎の苔寺」とも呼ばれる。

## 交通手段
- 名鉄名古屋本線「東岡崎駅」より名鉄バス奥殿陣屋行「桑原」停留所下車、徒歩で約10分。

## ギャラリー

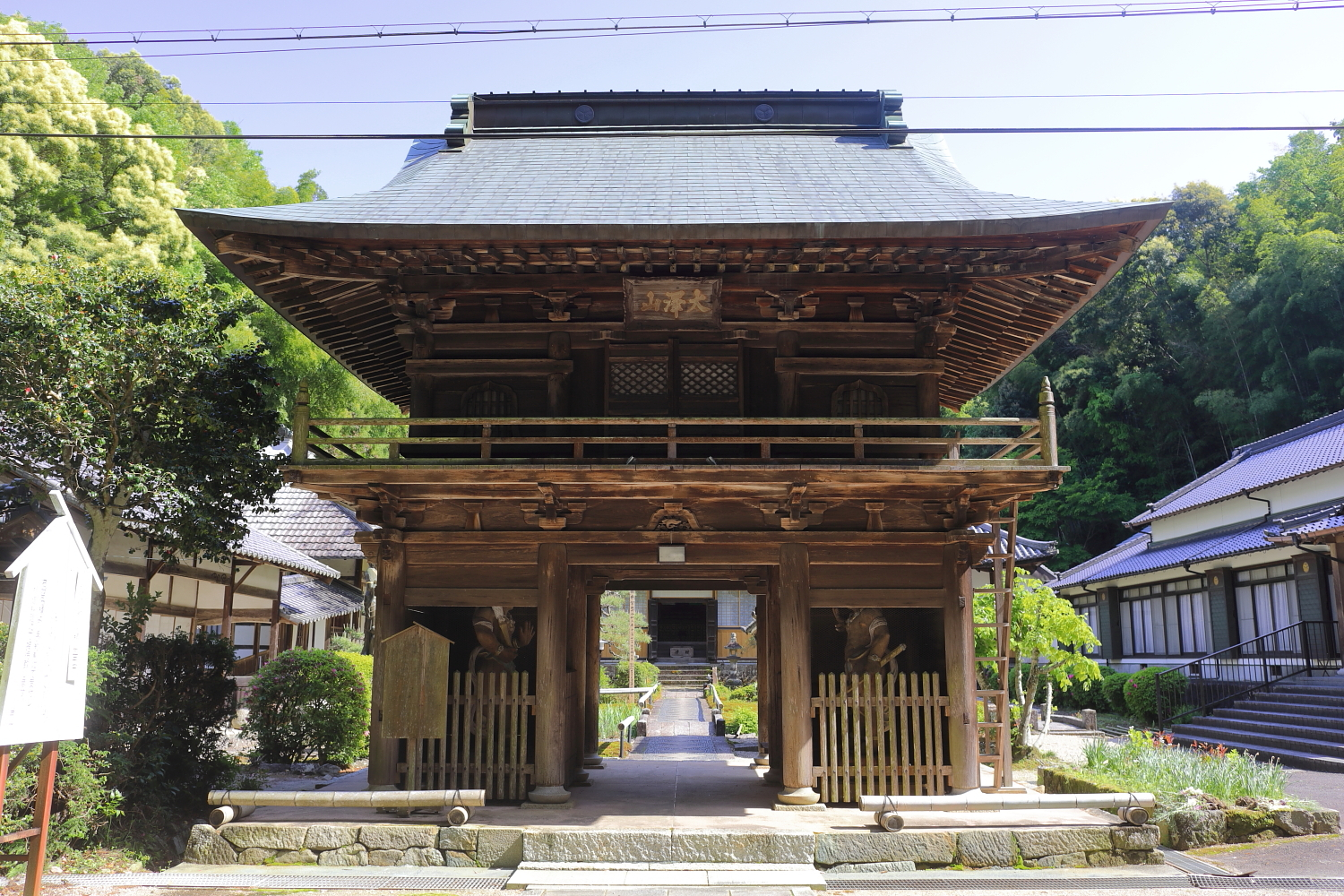
仁王門 （2022年（令和4年）4月）
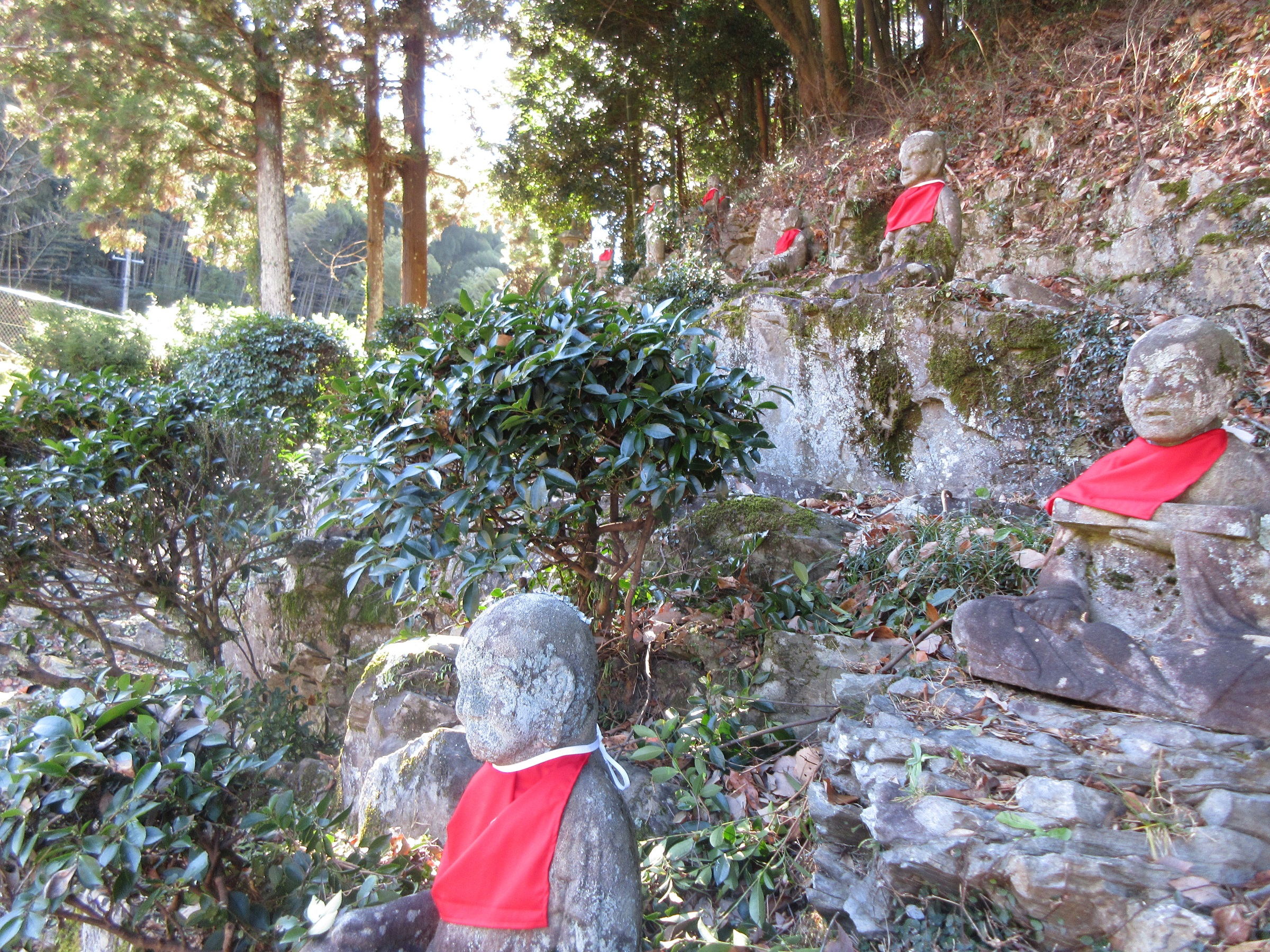
入口付近に立ち並ぶ十六羅漢 （2017年（平成29年）5月）
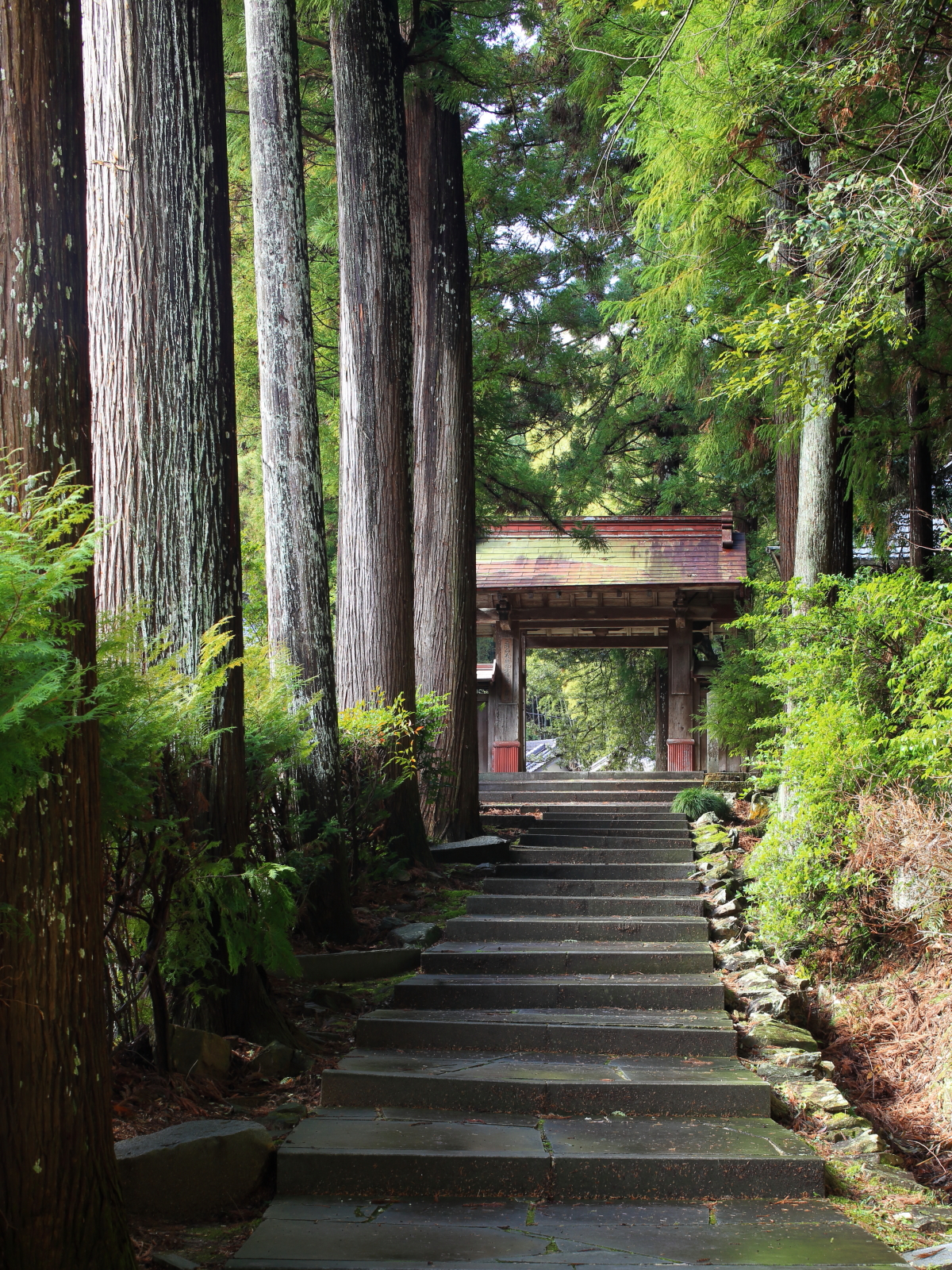
参道 （2015年（平成27年）3月）